# Fairey Albacore
El Fairey Albacore fue un biplano triplaza, monomotor de tren de aterrizaje fijo usado por la Real Marina Británica durante la Segunda Guerra Mundial.
El Fairey Albacore fue el antecesor del Fairey Barracuda y el sucesor del Fairey Swordfish, siendo utilizado como avión de reconocimiento, bombardero y torpedero hasta 1943 por los británicos y hasta 1944 por los canadienses.

## Historia

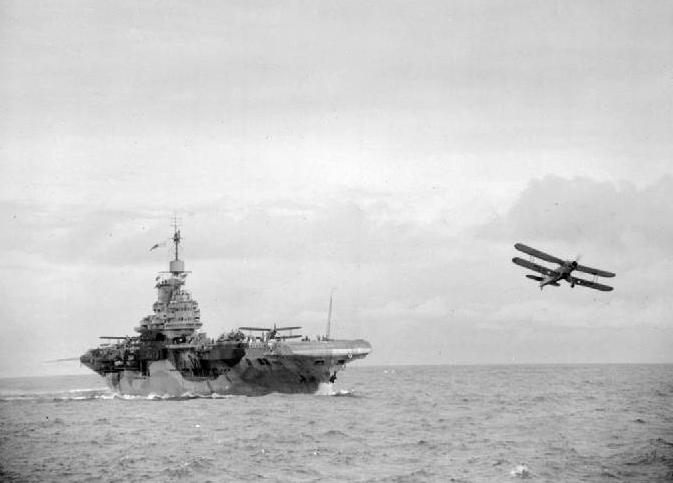
Un Albacore despegando desde el Victorious

El Fairey Albacore fue diseñado por el ingeniero aeronáutico belga afincado en Gran Bretaña Marcel Lobelle para reemplazar al torpedero revestido de tela, Fairey Swordfish ante un requerimiento del Ministerio del Aire que deseaba una mejora en los aviones embarcados, en especial en la capacidad de reconocimiento lejano. Fue aceptado en 1940 por el Ministerio del Aire e inmediatamente asignadas algunas de sus unidades a la Real Marina Británica.
Se formaron 45 unidades de Albacore, algunas de las cuales fueron embarcadas en portaaviones como el Ark Royal, el Formidable y el Victorious y su bautismo de fuego, operando desde bases en tierra asignado al nuevo 826º escuadrón naval en Ford (Sussex) ocurrió el 31 de mayo de 1940 al atacar lanchas torpederas alemanas al largo de Zeebrugge, así como los transportes por carretera y ferrocarril en la zona de Westende (Bélgica) y en las incursiones a Petsamo y Kirkenes.
La primera acción como avión embarcado fue el 27 de marzo de 1941 en la batalla del Cabo Matapán desde la cubierta del portaaviones Formidable torpedeando al Acorazado Vittorio Veneto que recibió un impacto de torpedo que lo obligó a volver a puerto. Operó apoyando los desembarcos en Sicilia y Salerno además en las operaciones e n la defensa de la isla de Malta.
Participó en misiones en la costa africana durante la Operación Torch en misiones contra objetivos costeros en apoyo de las fuerzas norteamericanas e inglesas que desembarcaron en Orán y Argel. El 9 de marzo de 1942, aviones Albacore despegaron de la cubierta del HMS Victorious y atacaron infructuosamente al acorazado alemán Tirpitz con la pérdida de dos aparatos y muchos aviones averiados por fuego antiaéreo.
El Fairey Albacore nunca gozó de buena reputación ya que se le consideraba de mandos demasiado pesados, adicionalmente el motor Bristol Taurus II con que estaba equipado era poco confiable y aunque se le dotó de un motor ligeramente más potenciado, el Taurus XII, no revirtió la percepción de un pobre desempeño y fueron finalmente retirados en 1943. Las unidades sobrevivientes fueron asimiladas por la RCAF Real Fuerza Aérea Canadiense que los empleó en 1944 durante el desembarco de Normandía en operaciones marítimas en el canal de la Mancha.
Algunas unidades actuaron en el frente del Pacífico y fueron capturadas durante la Invasión a la isla de Java por parte de los japoneses. La producción total de Albacore, entre los años 1939 y 1943, fue de 800 ejemplares aproximadamente incluidos los dos prototipos que fueron prontamente reemplazados en 1943 por los Fairey Barracuda y Grumman TBF Avenger.

## Especificaciones
Referencia datos: Fairey Albacore N4389

### Características generales
- Tripulación: 2
- Longitud: 12,14 m
- Envergadura: 15,24 m
- Superficie alar: 57,88 m²
- Peso vacío: 3289 kg
- Peso máximo al despegue: 4745 kg
- Planta motriz: 1× Bristol Taurus XII, radial de 14 cilindros.
  - Potencia: 1130 cv

### Rendimiento
- Velocidad máxima operativa (Vno): 257 km/h a 1370 m
- Alcance en combate: 1497 km, con 726 kg de carga bélica.
- Techo de vuelo: 6310 m

### Armamento
- Ametralladoras: 2× Vickers K de 7,70 mm
- Bombas: 6 de 115 kg o 4 de 225 kg
- Otros: 1 torpedo de 700 kg

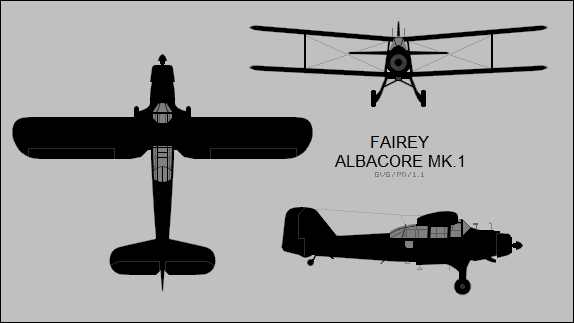
Fairey Albacore Mk.1

El Fairey Albacore tenía una cabina acristalada cerrada y sistema de calefacción, además contaba con un parabrisas al frente.
Como armamento, estaba equipado con una ametralladora Vickers K trasera y una del mismo tipo en el ala derecha.
Con una carga útil total de 1400 kg, podía cargar un torpedo de 700 kg, o 6 bombas de 115 kg (o bien, 4 de 225 kg) en soportes bajo las alas.
Poseía un ingenioso sistema de expulsión de una balsa de rescate bajo el vientre del fuselaje, en caso de amerizaje forzoso.

## Anexos
- Anexo:Biplanos

- Datos: Q1393140
- Multimedia: Fairey Albacore / Q1393140